# Technisch secundair onderwijs
Technisch secundair onderwijs of tso is in Vlaanderen de verzamelnaam van bepaalde technische studierichtingen vanaf het derde jaar secundair onderwijs. In de eerste graad van het secundair onderwijs (het eerste en het tweede leerjaar) zijn weliswaar technische opties mogelijk, maar wordt er niet gesproken van onderwijsvormen (tso, aso, kso en bso).
In tegenstelling tot in Nederland, geeft elk diploma van het secundair onderwijs toegang tot de universiteit.
Het tso is opgesplitst in een aantal studiegebieden (bijv. elektriciteit-mechanica, hout, auto) die soms gedeeld worden met het aso of bso. Binnen deze studiegebieden worden telkens een aantal studierichtingen aangeboden (bijv. binnen het studiegebied elektriciteit-mechanica de studierichtingen technologische wetenschappen, mechanische technieken, mechanica, ...). Op de website van het Departement Onderwijs van de Vlaamse overheid staat de volledige lijst.
Binnen het tso kunnen deze studierichtingen opgesplitst worden in twee types finaliteiten:
- finaliteit doorstroom (D-finaliteit): eerder sterk theoretische opleidingen, die voorbereiden op verdere studies in het hoger onderwijs, meestal aan een hogeschool, bijvoorbeeld Sociale en Technische Wetenschappen, Technologische Wetenschappen, Industriële Wetenschappen, Elektromechanica, Techniek-wetenschappen en Handel
- dubbele finaliteit doorstroom/arbeidsmarkt (D/A-finaliteit): meer praktische opleidingen die voorbereiden op verdere studies (specialisatiejaar, graduaatsopleiding of bacheloropleiding) of op onmiddellijke tewerkstelling, bijvoorbeeld Elektromechanische technieken, Elektrotechnieken, Houttechnieken, Mechanische vormgevingstechnieken en Hotel

De tweede graad (het derde en vierde leerjaar) en de derde graad (het vijfde, zesde en eventueel zevende leerjaar) vormen in principe één opleiding. Toch is het veranderen van studierichting, ook naar aso, kso of bso, tot en met het eerste leerjaar van de derde graad haast onbeperkt mogelijk. In de praktijk stappen echter vooral leerlingen die moeite hebben met het theoretisch karakter van de opleiding over naar een aanverwante opleiding in het beroepssecundair onderwijs (bso). Daarnaast zijn er enkele tso-richtingen die pas starten in de derde graad. Het zijn dan eigenlijk uitsplitsingen van studierichtingen in de tweede graad. Het lessenrooster omvat wekelijks minimum 32 en maximum 36 lestijden van 50 minuten.
Elke leerling in het tso moet op het eind van het 6de jaar een (meestal) omvangrijke Geïntegreerde Proef maken (GIP), waarin de leerling moet tonen de belangrijkste kennis, vaardigheden en attitudes meester te zijn.
In de meeste tso-richtingen moet elke leerling een stage in een bedrijf doorlopen, waarin de schooltheorie wordt toegepast in de praktijk.
Die stage kan in bepaalde richtingen al beginnen in het eerste jaar van de derde graad (vijfde jaar) en eindigen in het tweede of derde jaar van de derde graad (zesde of zevendejaar).
Het zevende jaar is in het tso een specialisatiejaar, waarin een aantal algemene vakken soms wegvallen, zodat voldoende vakspecifieke vakken kunnen gegeven worden. Vanaf 2008-2009 werd dit zevende specialisatiejaar omgevormd tot "Se-n-se" (secundair-na-secundair), een hbo5-opleiding.
Met een diploma secundair onderwijs heeft men dus de keuze om meteen over te stappen naar de arbeidsmarkt, of verder te studeren in het hoger onderwijs.
Momenteel wordt in Vlaanderen de onderwijsmodernisering uitgerold. Hierdoor wordt het studieaanbod binnen tso grondig gewijzigd. Bepaalde studierichtingen verdwijnen, andere nieuwe studierichtingen worden in het leven geroepen.